# Dasysyrphus yangi
Dasysyrphus yangi är en tvåvingeart som beskrevs av He och Chu 1992. Dasysyrphus yangi ingår i släktet skogsblomflugor, och familjen blomflugor. Inga underarter finns listade i Catalogue of Life.